# Шкала Шахновича
Шкала Шахновича — количественная и качественная шкала авторства Александра Романовича Шахновича, используемая для ориентировочной оценки глубины угнетения сознания. Разработана в 1986 году на основе клинико-физиологических сопоставлений в институте нейрохирургии им. Н. Н. Бурденко (Москва). Широко используется в России.

## Уровни нарушения сознания по Шахновичу

### Количественная шкала
| Неврологический признак          | Число баллов |
| -------------------------------- | ------------ |
| Открывание глаз на звук или боль | 10           |
| Окулоцефалический рефлекс        | 10           |
| Выполнение инструкций            | 8            |
| Ответы на вопросы                | 5            |
| Ориентация в окружающем          | 5            |
| Нет двустороннего мидриаза       | 5            |
| Нет мышечной атонии              | 5            |
| Нет нарушений дыхания            | 4            |
| Есть корнеальные рефлексы        | 4            |
| Есть коленные рефлексы           | 4            |
| Есть реакция зрачков на свет     | 3            |
| Есть кашлевой рефлекс            | 3            |
| Нет симптома Мажанди             | 3            |
| Есть спонтанные движения         | 3            |
| Есть движения на боль            | 3            |
|                                  | Всего: 75    |

Состояние, при котором длительное время выявляются признаки, характерные для сопора, оценивается как апаллический синдром.

### Качественная шкала
| Градации изменения сознания | Неврологический признак   | Неврологический признак          | Неврологический признак | Неврологический признак | Неврологический признак | Неврологический признак            | Неврологический признак |
| --------------------------- | ------------------------- | -------------------------------- | ----------------------- | ----------------------- | ----------------------- | ---------------------------------- | ----------------------- |
| Градации изменения сознания | Окулоцефалический рефлекс | Открывание глаз на звук или боль | Выполнение инструкций   | Ответы на вопросы       | Ориентация в окружающем | Двусторонний фиксированный мидриаз | Мышечная атония         |
| Ясное сознание              | Есть                      | Есть                             | Есть                    | Есть                    | Есть                    | Нет                                | Нет                     |
| Умеренная оглушенность      | Есть                      | Есть                             | Есть                    | Есть                    | Нет                     | Нет                                | Нет                     |
| Глубокая оглушенность       | Есть                      | Есть                             | Есть                    | Нет                     | Нет                     | Нет                                | Нет                     |
| Сопор, апаллический синдром | Есть                      | Есть                             | Нет                     | Нет                     | Нет                     | Нет                                | Нет                     |
| Кома умеренная              | Есть                      | Нет                              | Нет                     | Нет                     | Нет                     | Нет                                | Нет                     |
| Кома глубокая               | Нет                       | Нет                              | Нет                     | Нет                     | Нет                     | Нет                                | Есть                    |
| Кома запредельная           | Нет                       | Нет                              | Нет                     | Нет                     | Нет                     | Есть                               | Есть                    |